# Guldmakrillfiskar
Guldmakrillfiskar (Coryphaenidae) är en familj i ordningen abborrlika fiskar (Percoidei) som består bara av ett släkte med två arter. Arterna blir 1,2 till 2,4 meter lång och lever is stim i tropiska och subtropiska havsområden över hela världen.
Deras ryggfena täcker hela överkroppen och stjärtfenan är starkt kluven. Guldmakrillfiskar livnär sig av mindre fiskar och andra havsdjur.
Coryphaena är ett släkte av fiskar. Coryphaena ingår i familjen Coryphaenidae.
Coryphaena är enda släktet i familjen Coryphaenidae.
Arter enligt Catalogue of Life:
- Coryphaena equiselis
- guldmakrill (Coryphaena hippurus)